# Henri Lhote
Pour les articles homonymes, voir Lhote.
Henri Lhote (16 mai 1903 à Paris - 26 mars 1991 à Saint-Aignan,) est un préhistorien français qui recense et fait connaître particulièrement les peintures et les gravures rupestres du Tassili n'Ajjer en Algérie.

## Biographie
La mère d'Henri Lhote meurt en couches en le mettant au monde, et il connait une enfance difficile, d'autant que son père meurt alors qu'il a douze ans. Son goût pour la nature, en particulier pour les animaux, le pousse à créer, chez les éclaireurs de France, une activité naturaliste au sein de l'association. Il appuie la création par Reysa Bernson d'un groupe éclaireur de jeunes astronomes,.
Pendant la Première Guerre mondiale, sa passion pour l’aviation le pousse à s’engager dans l’armée de l’air en 1921. Engagement de courte durée : un accident l’oblige à abandonner cette voie en 1924.
La vie africaine d'Henri Lhote commence en 1935 quand il part pour une première mission au Sahara confiée par le Muséum national d'histoire naturelle de Paris. Il s’agit de diverses tâches, dont la lutte contre l’invasion de sauterelles et le relevé des figures d’Art rupestre du Sahara.
La présence des militaires français sur place va lui permettre de créer les liens d’amitié et de disposer d’une aide logistique importante qui va durer longtemps et qui lui sera précieuse lors de ses missions. La rencontre avec le lieutenant Brenans, découvreur de sites de gravures rupestres, va lui ouvrir la piste de l’Art rupestre du Tassili n'Ajjer. Les recherches de terrain sont orientées vers les peintures rupestres de cette partie du désert, mais Lhote aborde aussi la fouille archéologique qui lui permet de constituer des collections lithiques, voire ostéologiques. Ses carences de formation en archéologie, en anthropologie et en méthodes de recherche diminuent la valeur scientifique de nombreux échantillons, dont les fiches ne portent pas de date, de lieu précis et de coordonnées du fouilleur,
Grâce au guide touareg Jebrine Ag Mohamed Machar, dit Jbrine et d'une équipe de peintres (dont Jack Chambrin et Georges Le Poitevin) et de photographes, il relève pendant quinze mois, en 1956 et 1957, des peintures du Tassili à l'aide de calques rapportés sur papier puis peints à la gouache. Ces calques sont présentés en 1957 et 1958 au Musée des arts décoratifs de Paris (« une des expositions les plus marquantes du demi-siècle », estime André Malraux).
Henri Lhote améliore ultérieurement sa formation, effectuera par la suite d'autres expéditions et deviendra maître de recherches au CNRS et chargé du département d'art préhistorique au Musée de l'Homme de Paris.

### Controverses

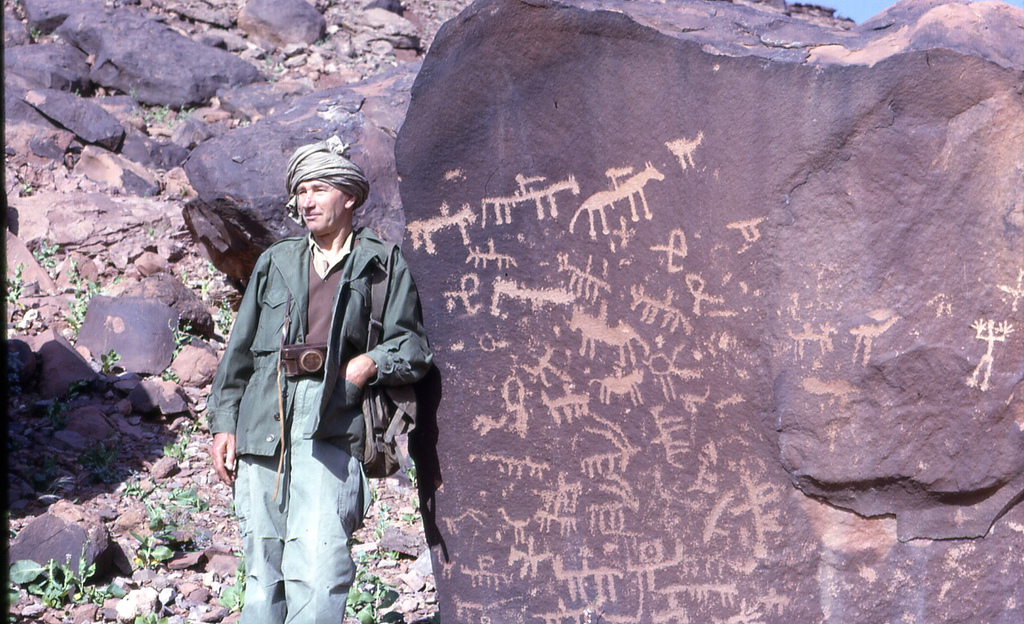
Henri Lhote auprès de gravures rupestres dans le désert du Sahara (Mauritanie)

Les travaux de Henri Lhote dans le Tassili n'Ajjer et le Hoggar avec l'aide de l'armée française au début des années 1970, feront l'objet de contestations et de critiques rétroactives. L'Algérie estimera plus tard que les collections constituées par Henri Lhote et ses relevés, appartiennent à son propre patrimoine culturel, et considérera leur transport en France comme du « pillage ». Le fait que pour en raviver les nuances avant photographie, l'équipe de Lhote ait mouillé des peintures, dégradant leurs couleurs, lui sera aussi reproché. Dans le livre de Monique Vérité, Henri Lhote - Une aventure scientifique au Sahara, paru chez Ibis Press en France en 2010, une biographie de Lhote, publiée après sa mort avec l'accord de son épouse, revient sur ses activités au Sahara algérien,.
Les accords militaires spécifiques inclus dans les Accords d'Évian avaient fixé un délai de dix ans pour le retrait de l'armée française, donc jusqu'en 1972. Le livre évoque souvent les difficultés du terrain, la chaleur, les tempêtes de sable, le manque d’eau, les chemins difficiles, les équipiers surchargés de travail, la nourriture médiocre. Sur d’autres aspects, notamment sur celui de la déontologie, on apprend par exemple (p. 255) que des dalles gravées ont été prélevées en entier et transportées (« évacuées ») en avion vers Paris. L’une d’elle notamment, de 2 mètres de long par 1,50 mètre de large et d’un poids d’environ 1 550 kg, avec des gravures rupestres, fut transportée en France par avion militaire sans aucune autorisation.
Henri Lhote s'explique : « Je devais faire vite. J'ai appelé l'armée française pour utiliser ses hélicoptères et avions aux fins de faire sortir les objets archéologiques du territoire algérien avant qu'il ne soit trop tard : une fois la bureaucratie mise en place, plus rien n'aurait été possible ». Il a ajouté que ces objets étaient récoltés dans différentes missions,.
En 1976, ces critiques n'avaient pas encore été formulées et un haut fonctionnaire du ministère algérien de la Culture a même conseillé au ministre Ahmed Taleb Ibrahim de faire appel à Henri Lhote pour préparer les textes de création du Parc national du Tassili n'Ajjer. Rachida Zadem, conseillère au ministère de la Culture et représentante de l'Algérie à l'UNESCO, raconte lors d'un débat organisé à la faveur du troisième Festival International des Arts de l'Ahaggar en 2012 : « Heureusement que Lhote n'a pas pu élaborer ces textes car le ministre Taleb a été rappelé à d'autres fonctions ! Pourtant, nous avions d'éminents juristes qui pouvaient préparer ces textes dans les années 1970 ».
Rachida Zadem y commentait un documentaire de l'ex-RTA, réalisé la fin des années 1970, suivant un voyage de Henri Lhote dans le sud algérien, accompagné de Rédha Malek, alors ministre de la Culture et de l'Information, pour une mission scientifique dont le but était de mettre en place le parc du Tassili n'Ajjer : « Alors, comment un ministre de l'Etat algérien accompagne-t-il un Henri Lhote qui a pillé le Tassili ? […] Jusqu'à 1998, date de la loi de protection, la gestion du patrimoine culturel national s'est faite de cette manière que vous voyez dans le documentaire. En 1995, je suis venue au Tassili. J'y trouvai une équipe allemande qui faisait de la recherche et de la fouille. Cette équipe se déplaçait seule ».
Une autre critique concerne les méthodes de relevés d'Henri Lhote. En 1956, il organise une mission de six mois dans le Tassili n'Ajjer. Les artistes qui l'ont accompagné ont pris des photos des gravures, provoquant leur dégradation rapide à cause du mouillage qui précède la prise. Lui-même l'a écrit : « Pour prendre une photo, j'ai épongé et j'ai vu dégouliner les couleurs des gravures ». Un copiste dira que les gravures rupestres ont été plus dégradées par l'équipe d'Henri Lhote que pendant les millénaires précédents. Le rôle néfaste de ces anciennes méthodes de relevé se confirme, d'autant que l'eau utilisée ayant pollué les liants, rend de futures datations aléatoires,